# Stenhomalus clarinus
Stenhomalus clarinus är en skalbaggsart som beskrevs av Holzschuh 1995. Stenhomalus clarinus ingår i släktet Stenhomalus och familjen långhorningar. Inga underarter finns listade i Catalogue of Life.